# 포르투갈령 모잠비크
포르투갈령 모잠비크(포르투갈어: Moçambique) 또는 포르투갈령 동아프리카(포르투갈어: África Oriental Portuguesa)는 포르투갈의 식민지였던 기간 동안 모잠비크가 지정된 일반적인 용어이다. 포르투갈령 모잠비크는 원래 동남아프리카 해안을 따라 일련의 포르투갈 소유지를 구성했고, 나중에 현재 모잠비크 공화국을 형성하는 통일된 식민지가 되었다.
포르투갈의 무역 정착지와 후에, 바스쿠 다 가마가 모잠비크 해안에 처음 도착한 1498년부터 해안을 따라 그리고 잠베지 분지로 식민지가 형성되었다. 로렌수 마르케스는 1544년에 지금의 마푸투만 지역을 탐험했다. 포르투갈인들은 아프리카 분할 이후 식민지의 내부를 점령하기 위한 노력을 증가시켰고, 1918년에 그들의 영토 대부분에 대한 정치적 통제를 확보했고, 그 과정에서 아프리카인들의 저항에 직면했다.
모잠비크의 일부 영토는 19세기 후반에 현재의 마니카주와 소팔라주에 해당하는 토지의 양허권을 가진 모잠비크 회사와 현대의 카부델가두주와 니아사주의 토지를 통제했던 니아사 회사와 같은 전세 회사에 의해 통치를 위해 넘겨졌다. 모잠비크 회사는 1942년 포르투갈 정부의 통제 하에 모잠비크를 통일하면서 그들의 영토를 다시 포르투갈의 통제 하에 두었다.
전체적으로 이 지역은 오랫동안 공식적으로 포르투갈령 동아프리카라고 불렸고, 남쪽의 로렌수마르케스에서 북쪽의 니아사주까지 확장된 일련의 식민지로 세분되었다. 카부델가두주는 1919년 포르투갈이 독일령 동아프리카에서 획득한 델가도 곶을 포함하여 처음에는 로부마강을 따라 있는 영토에 불과했지만, 남쪽으로 확장되어 현재의 카부델가도주를 형성했다. 잠베지 분지에는 한때 잠베지아주로 합병된 켈리마느(현재 잠베지아주)와 테트주(현재 잠비아의 북로디지아와 현재 짐바브웨의 남로디지아 사이의 팬핸들에 있는)의 식민지가 있었다. 모잠비크의 식민지 (현재의 남풀라주)는 모잠비크섬을 수도로 가지고 있었다. 이 섬은 또한 1890년대 후반까지 포르투갈령 동아프리카의 총독이 있던 곳이었고, 그 관리는 공식적으로 루렌수마르케스로 옮겨졌다. 또한 남쪽에는 루렌수마르케스의 북동쪽에 위치한 이냠바느의 식민지가 있었다. 일단 이 식민지들이 합병되자, 그 지역은 전체적으로 모잠비크로 알려지게 되었다.
루소트로피칼리즘에 영감을 받은 살라자르 정권의 공식 정책에 따르면, 모잠비크는 지역 주민들을 유럽화하고 포르투갈 문화에 동화시키기 위해 모든 식민지에서 그랬던 것처럼 포르투갈의 "다대륙 및 다민족 국가"의 필수적인 부분으로 주장되었다. 그러나 이 정책은 대부분 성공적이지 못했고, 식민지화에 대한 아프리카의 반대는 10년간의 독립 전쟁으로 이어졌고, 1974년 4월 리스본에서 일어난 카네이션 혁명과 1975년 6월 포르투갈로부터의 독립으로 절정에 달했다.

## 개요

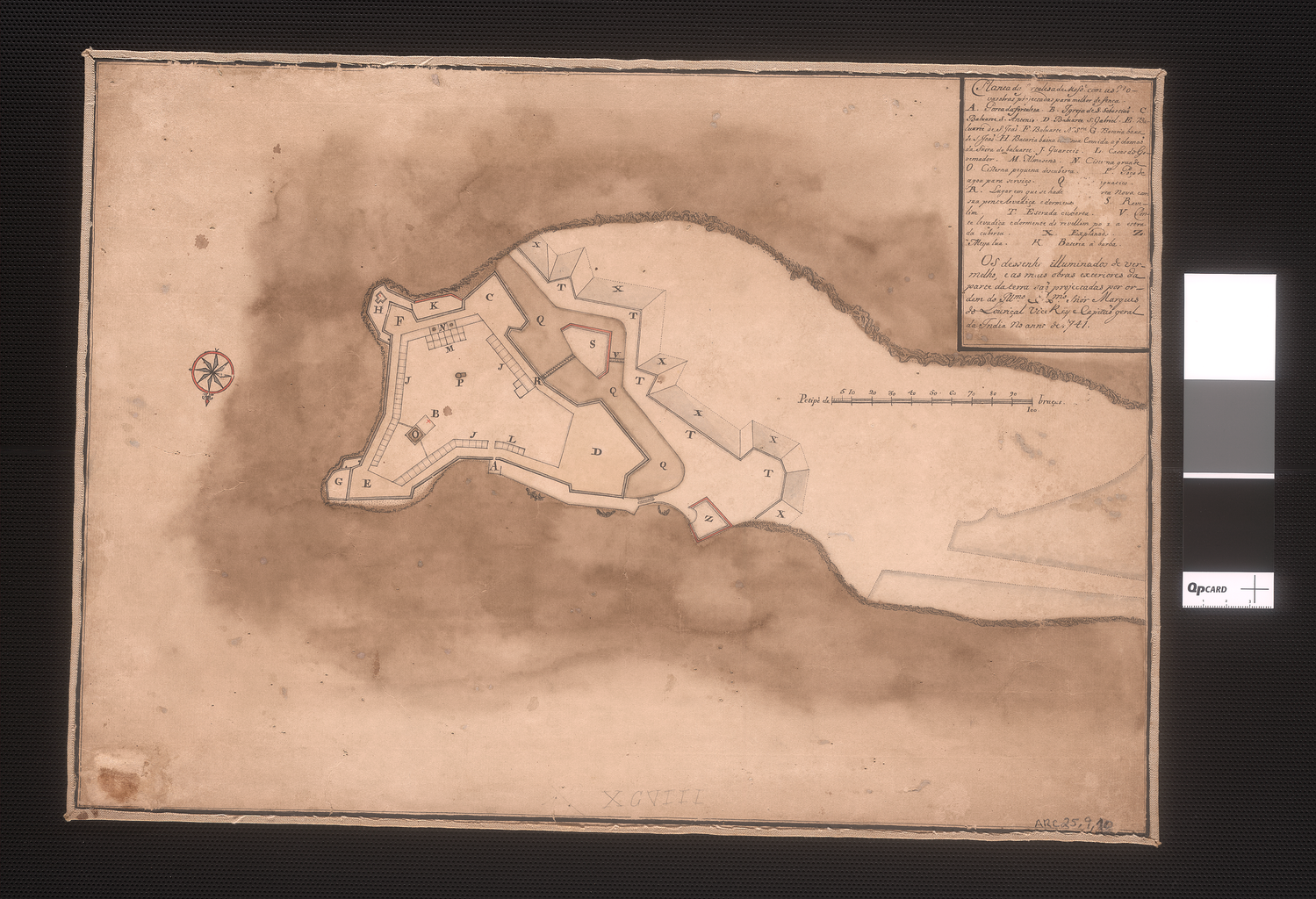
모잠비크섬에 있는 포르투갈의 요새 상 세바스티앙

20세기까지 모잠비크의 땅과 사람들은 유럽인들의 영향을 거의 받지 않았다. 대부분 스와힐리인이었던 무슬림 무역업자들이 포르투갈인들에 의해 해안 중심지와 내륙으로 이동하면서 반투족의 이주가 계속되었고, 지역 추장들의 상대적인 권력이 바뀌면서 부족 연합이 형성되고 개혁되었다. 4세기 동안 포르투갈의 존재는 빈약했다. 해안과 강의 교역소가 건설되고 버려졌다가 다시 건설되었다. 총독들은 포르투갈로 돌아가기 위해 개인적인 이익을 추구했고, 식민지 주민들은 상대적으로 매력적이지 않은 기후로 먼 지역에 끌리지 않았다.
그러나 포르투갈에서 모잠비크는 세계 제국의 중요한 부분으로 여겨졌다. 포르투갈인들이 아프리카 영토에 그들의 문명을 가져오는 임무에 대해 발전시킨 신비함에 의해 그것이 창출할 수 있는 수익의 상대적인 중요성을 주기적으로 인식하는 것이 완화되었다. 아프리카인들과 유럽인들 사이의 선교 활동과 다른 직접적인 접촉을 통해, 아프리카인들이 포르투갈 문화를 감상하고 참여하는 것을 배울 수 있다고 믿었다.
19세기 말과 20세기 초에 모잠비크가 포르투갈의 국가 구조로 통합되기 시작했다. 현재의 모든 지역이 다른 유럽 강대국들에 의해 포르투갈의 영토로 인정된 이후, 행정관료들은 영토에 대한 지배권을 주장하기 위해 아프리카 정치권과 전쟁을 벌였다. 이 지역 전역에 행정부가 세워졌고, 기반 시설의 건설이 시작되었으며, 남로디지아, 북로디지아, 니아살랜드와 같은 서쪽의 육지로 둘러싸인 이웃 국가들의 교통 무역에 관한 협정이 체결되었다.
식민지 법률은 문화적 이유로 아프리카인들을 차별했다. 식민지 법은 아프리카인들에게 강제 노동, 법 통과, 학교에서의 인종 차별을 강요했다. 대부분의 아프리카인들이 포르투갈인들에게 "문명화되지 않은 행동"에 관여하는 것으로 인식되었기 때문에 유럽인들 사이에서 아프리카인들을 집단으로 낮은 평가를 받았다. 도시 지역의 교육을 받지 못한 포르투갈 이민자 농민들은 아프리카인들과 일자리를 놓고 직접적인 경쟁을 벌였고 질투와 인종적 편견을 보였다.
사회의 도시와 시골 사이에는 시골 마을과의 유대를 풀고 도시 경제에 참여하고 교외에 정착하고 유럽의 관습을 받아들이기 시작한 아프리카인들이 꾸준히 증가하고 있었다. 이 단체의 회원들은 나중에 독립운동에 적극적으로 참여하게 되었다.

## 역사
1498년에 포르투갈 탐험가들이 동아프리카에 도착했을 때, 스와힐리인들은 수 세기 동안 스와힐리 해안과 외딴 섬들을 따라 상업적인 정착지들이 존재했다. 1500년경부터 포르투갈의 교역소와 요새는 동쪽으로 향하는 새로운 항로의 정기적인 기항지가 되었다.

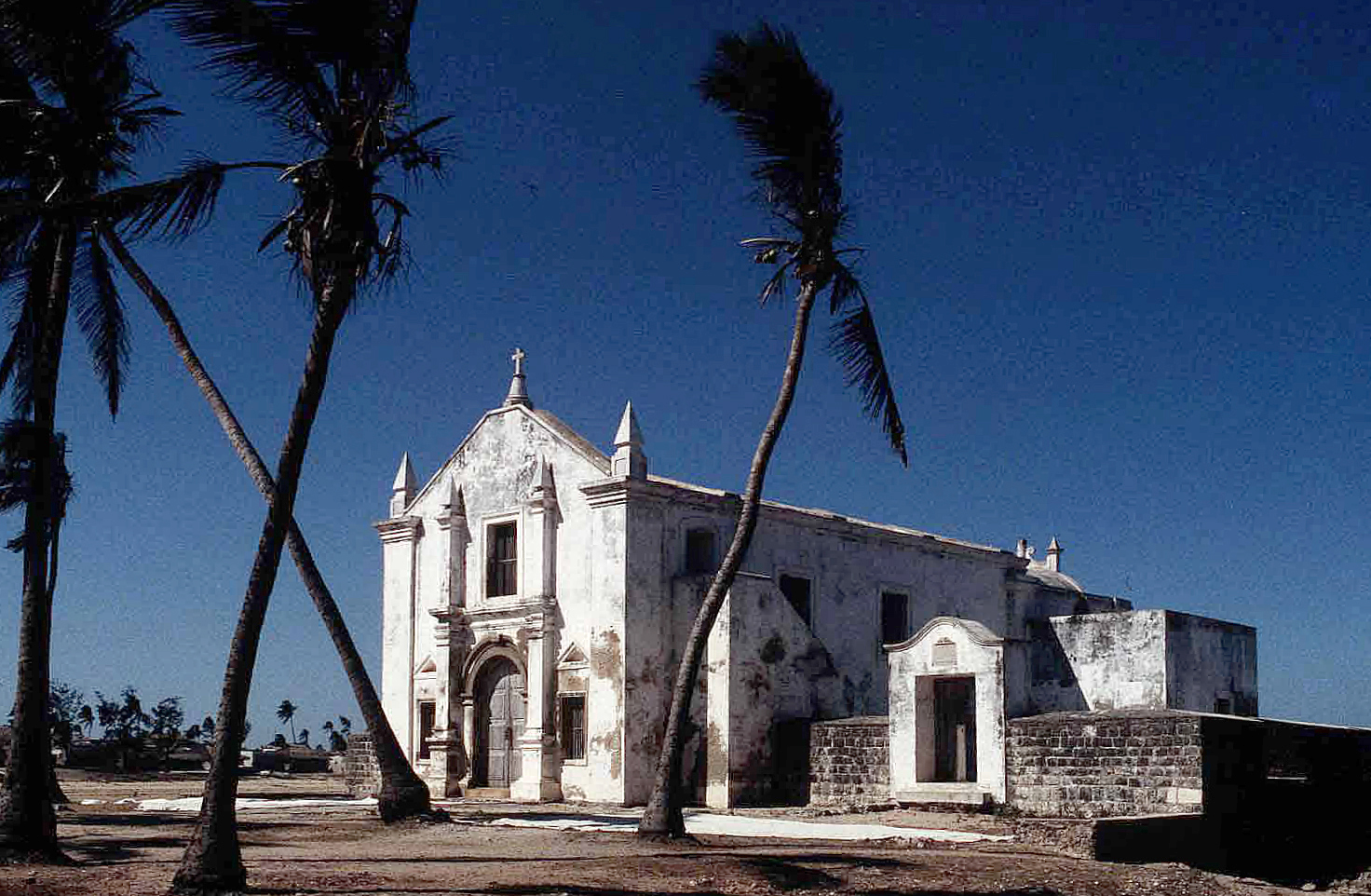
모잠비크섬은 15세기 말 포르투갈 탐험가들에 의해 처음으로 점령되었다. 그들은 빠르게 그곳에 요새를 세웠고, 시간이 흐르면서 공동체가 생겨났고 기항지, 선교 기지, 무역 중심지로서 중요성을 얻었다. 이 섬은 현재 유네스코 세계유산이다.

1498년 희망봉을 돌아 인도양으로 항해한 바스쿠 다 가마는 포르투갈인들이 인도양의 무역, 정치, 사회에 진출한 것을 기념했다. 포르투갈인들은 16세기 초에 모잠비크섬과 항구 도시 소팔라의 지배권을 얻었다. 1498년 몸바사를 방문한 바스쿠 다 가마는 인도에 도착하는 데 성공하여 포르투갈인들이 해상을 통해 극동과 직접 무역을 할 수 있게 되었고, 따라서 페르시아만, 홍해, 카라반을 이용하여 지중해 동부에 이르는 향신료 무역로와 같은 오래된 육로와 해로의 혼합 무역 네트워크에 도전했다.
베네치아 공화국은 유럽과 아시아 사이의 무역로의 대부분을 장악했다. 오스만 튀르크인에 의해 인도로 가는 전통적인 육로가 폐쇄된 후, 포르투갈은 베네치아의 무역 독점을 깨기 위해 다 가마에 의해 개척된 해로를 이용하기를 희망했다. 처음에 동아프리카의 포르투갈 통치는 몸바사를 중심으로 한 해안 지대에 집중되었다. 바스쿠 다 가마, 프란시스쿠 드 알메이다, 아폰수 드 알부케르크가 이끄는 항해로, 포르투갈인들은 1515년까지 소팔라와 킬와 키시와니를 포함한 동남아프리카 해안의 대부분을 지배했다. 그들의 주요 목표는 인도와의 무역을 지배하는 것이었다. 포르투갈인들이 해안을 따라 정착하면서, 그들은 오지에 세르타네요스(뒷목민)로 정착했다. 이 세르타네요스들은 스와힐리인 무역업자들과 함께 살았고 심지어 쇼나족 왕들 사이에서 통역사와 정치적 조언자로 일했다. 1512년부터 1516년까지 무타파 제국의 수도권을 포함한 거의 모든 쇼나 왕국을 여행할 수 있었다.
1530년대까지 포르투갈 상인들과 탐험가들은 금을 찾기 위해 내륙 지역에 침투하여 잠베지강의 세나와 테트에 수비대와 교역소를 세우고 금 무역에 대한 독점적인 통제권을 얻으려 했다. 포르투갈인들은 마침내 1560년대에 므웨네무타파와 직접적인 관계를 맺었다.
그들은 무타파 제국과 그 전신인 그레이트 짐바브웨에 대한 풍부한 정보를 기록했다. 포르투갈의 역사가 주앙 데 바로스가 기록한 스와힐리 무역업자들에 따르면, 그레이트 짐바브웨는 박격포를 사용하지 않고 놀라운 크기의 돌로 지어진 고대 수도였다. 그리고 그 장소가 무타파의 국경 안에 없었지만, 므웨네무타파는 귀족들과 그의 아내들 중 일부를 그곳에 유지했다.

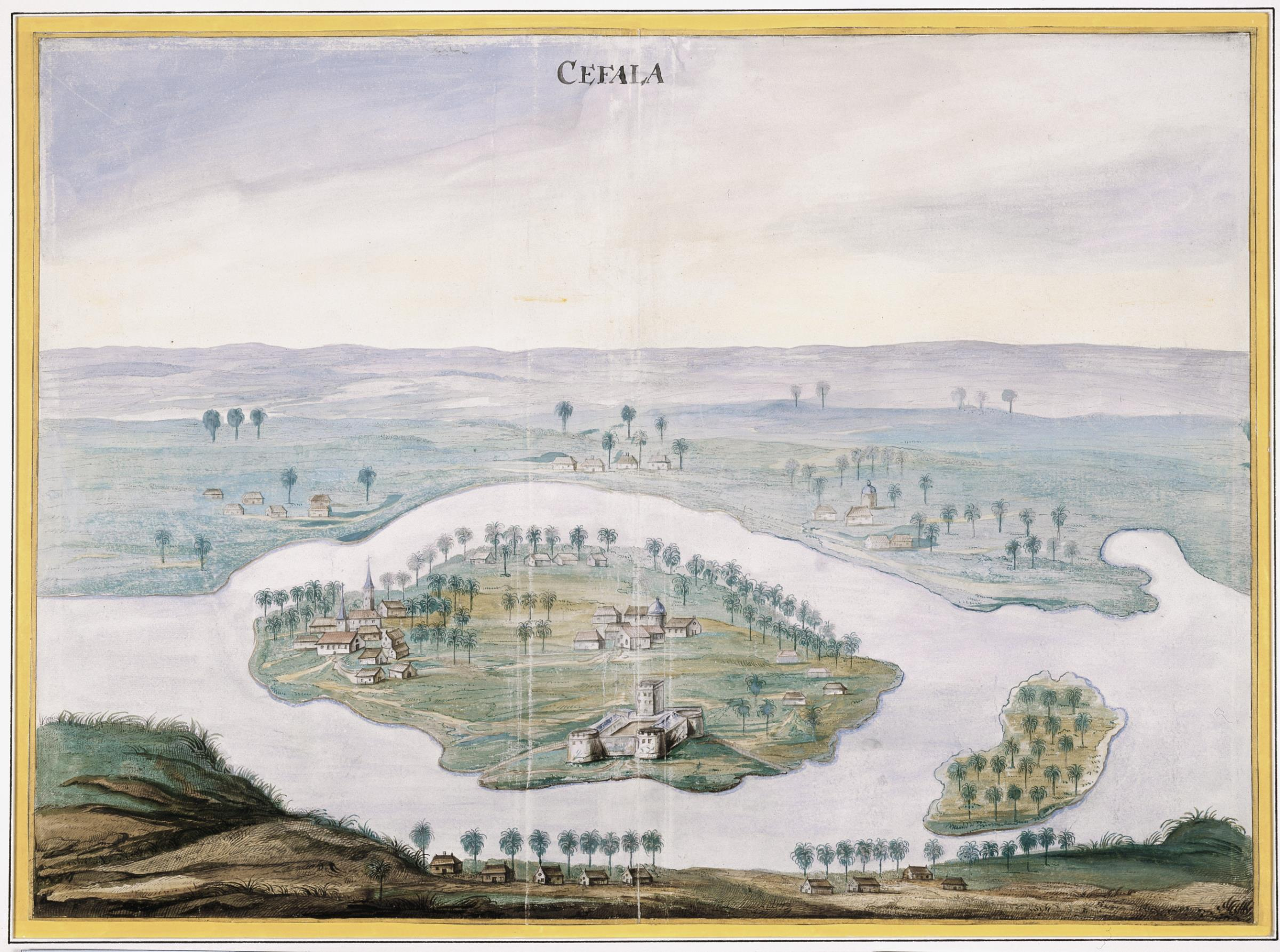
1665년 소팔라의 조아네스 빙분스의 그림

포르투갈인들은 포르투갈인들의 정착과 행정에 관련된 프라조(토지 보조금)의 창설을 통해 무역과 정착지 지위를 합법화하고 공고히 하려고 시도했다. 프라조는 원래 포르투갈인들이 소유하도록 개발되었지만, 결혼을 통해 포르투갈령 아프리카인들이나 아프리카 원주민들의 중심지가 되었다. 역사적으로 모잠비크 내에는 노예제도가 있었다. 사람들은 아프리카 부족장들, 아랍 상인들, 포르투갈인들에 의해 사고 팔렸다. 많은 모잠비크의 노예들은 전쟁 중인 부족들을 급습한 부족장들에 의해 공급되었고, 그들의 포로들을 프라제이로스에게 팔았다.

## 카네이션 혁명 및 독립

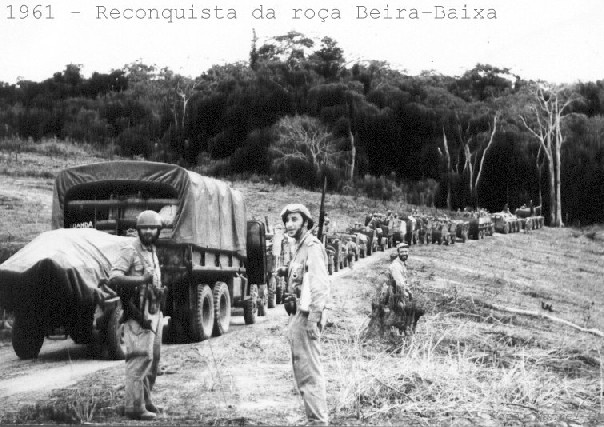
모잠비크 전쟁 (1961년)

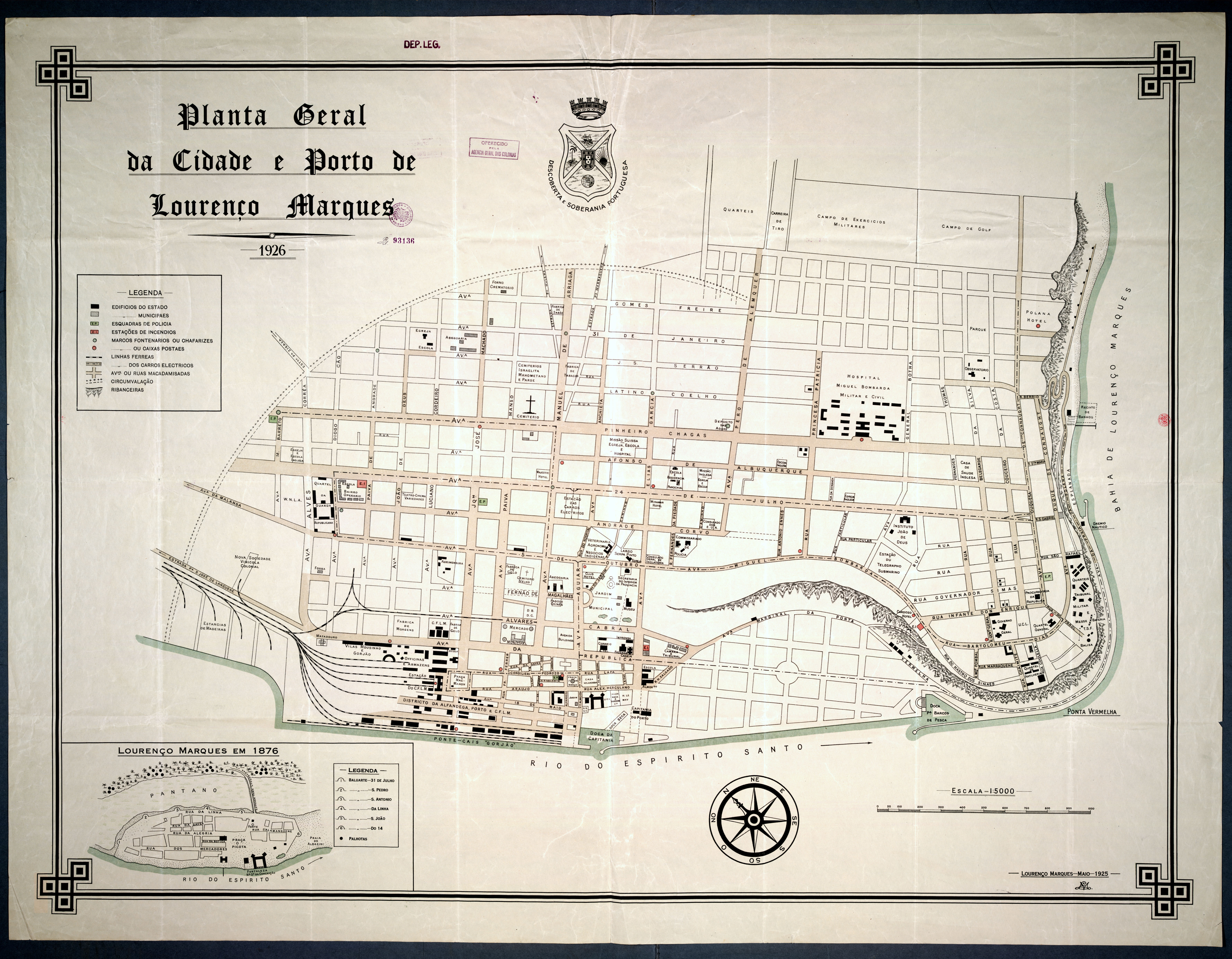
1925년 루렌수마르케스(오늘날의 마푸투)가 설립되었다.

아프리카 전역에 공산주의와 탈식민지화 이념이 확산되면서 모잠비크의 독립을 지지하는 많은 비밀 정치 운동이 설립되었다. 이 운동들은 정책과 개발 계획이 주로 포르투갈 민족의 이익을 위해 통치 당국에 의해 설계되었으며, 국가가 후원하는 차별과 엄청난 사회적 압력을 겪은 원주민 인구의 대다수에 영향을 미쳤다고 주장했다. 많은 사람들은 자신들의 기술을 향상시키고 경제적, 사회적 상황을 유럽인들과 비교할 정도로 향상시킬 수 있는 기회나 자원을 너무 적게 받았다고 느꼈다. 통계적으로 포르투갈령 모잠비크의 백인들은 1960년대부터 아프리카인들의 법적 차별이 감소했음에도 불구하고 흑인 원주민 대다수보다 실제로 더 부유하고 숙련되었다.
모잠비크 해방전선(FRELIMO)은 1964년 9월에 포르투갈의 지배에 대항하는 게릴라 운동을 시작했다. 이 분쟁은 포르투갈령 앙골라와 포르투갈령 기니에서 이미 시작된 두 개의 다른 포르투갈 해외 영토와 함께 포르투갈 식민지 전쟁(1961년~1974년)의 일부가 되었다. 유럽의 지배하에 있는 몇몇 아프리카 영토들은 최근 수십 년간 독립을 이루었다. 안토니우 드 올리베이라 살라자르는 이러한 흐름에 저항하고 포르투갈 제국의 완전성을 유지하기 위해 노력했다. 1970년까지, 아프리카에서의 반게릴라 전쟁은 포르투갈 예산의 중요한 부분을 소비했고, 최종 해결책의 조짐은 보이지 않았다. 올해는 북부 모잠비크에서 대규모 군사 작전인 고르디안 매듭 작전으로 프리리모 기지를 대체하고 게릴라의 군사력을 상당 부분 파괴했다. 1973년부터 포르투갈령 기니는 사실상 독립했지만, 수도와 주요 도시들은 여전히 포르투갈의 지배하에 있었다. 앙골라와 모잠비크에서는 포르투갈 육군이 후퇴한 몇 개의 외딴 시골 지역에서만 독립운동이 활발했다. 하지만, 그들의 임박한 존재와 그들이 떠나지 않을 것이라는 사실이 대중의 불안을 지배했다. 전쟁 기간 동안 포르투갈은 국제 사회의 대부분에 의해 부과된 점점 더 많은 반대, 무기 금수 및 기타 징벌적 제재에 직면했다. 포르투갈 사회에서 전쟁은 장기적이고 재정적인 비용, 다른 유엔 회원국들과의 외교 관계 악화, 그리고 이스타두 노부 정권의 영속적인 요소로서 항상 해왔던 역할 때문에 더욱 인기가 없었다. 이는 1974년 카네이션 혁명에서 FAP 회원들의 반란으로 직접적으로 이어졌고, 이는 아프리카의 옛 포르투갈 식민지들의 독립으로 이어졌다. 1974년 4월 24일 리스본에서 마르셀루 카에타누가 이끄는 이스타두 노부 정권이 전복되었다.
MFA의 목표 중 하나로 아프리카에 있는 포르투갈의 모든 해외 영토가 독립을 제안받았다. 모잠비크의 독립권과 권력 이양 조건을 인정한 루사카 협정에서 합의된 바와 같이, FRELIMO는 과도기 이후에 모잠비크 영토를 완전히 장악했다.
포르투갈이 리스본에서 군사 쿠데타를 일으킨 지 1년 만에 거의 모든 포르투갈인들이 난민으로 아프리카 영토를 떠났다. 1545년 포르투갈의 항해자 로렌수마르케스가 도시를 건설하기 전에 이 지역에 살았던 송가 족장의 이름을 따서 칸 푸모 또는 "푸모의 장소"로 개명될 것으로 예상되었던 수도에서 퍼레이드와 국빈 연회가 열렸다. 포르투갈의 영웅이나 포르투갈 역사에서 중요한 날짜의 이름을 딴 대부분의 도시 거리는 이름이 바뀌었다.

## 같이 보기
- 포르투갈 제2공화국
- 모잠비크의 역사
- 포르투갈령 앙골라
- 포르투갈령 카보베르데
- 포르투갈령 기니
- 포르투갈령 상투메 프린시페